# لایبنو، اتریش
لایبنو آپر  (به آلمانی: Liebenau) یک منطقهٔ مسکونی در اتریش است که در ناحیه فرایشتات واقع شده‌است. لایبنو آپر  ۷۶٫۳ کیلومتر مربع مساحت دارد ۹۷۰ متر بالاتر از سطح دریا واقع شده‌است.